# Maniry
Maniry is een plaats en commune in het zuiden van Madagaskar, behorend tot het district Ampanihy, dat gelegen is in de regio Atsimo-Andrefana. Tijdens een volkstelling in 2001 telde de plaats 6.553 inwoners.
De plaats biedt alleen lager onderwijs aan. Ook vindt er op industriële schaal mijnbouw plaats. 95% van de bevolking werkt als landbouwer, 3% houdt zich bezig met veeteelt en 0,5% verdient zijn brood als visser. Het belangrijkste landbouwproduct is rijst; andere belangrijke producten zijn pinda's, mais en maniok. Verder is 1% actief in de dienstensector en heeft 0,5% een baan in de industrie.